# 周海波
周海波（1962年—），湖南东安人，汉族，中华人民共和国医生、政治人物，中华医院管理协会副理事长、清远市人民医院院长、主任医师，中国共产党党员，全国人民代表大会广东地区代表。

## 生平
毕业于湖南衡阳医学院临床医疗专业。2008年起担任全国人大代表。2013年，担任全国人大代表。2018年2月24日，当选为第十三届全国人大代表。